# Amulet

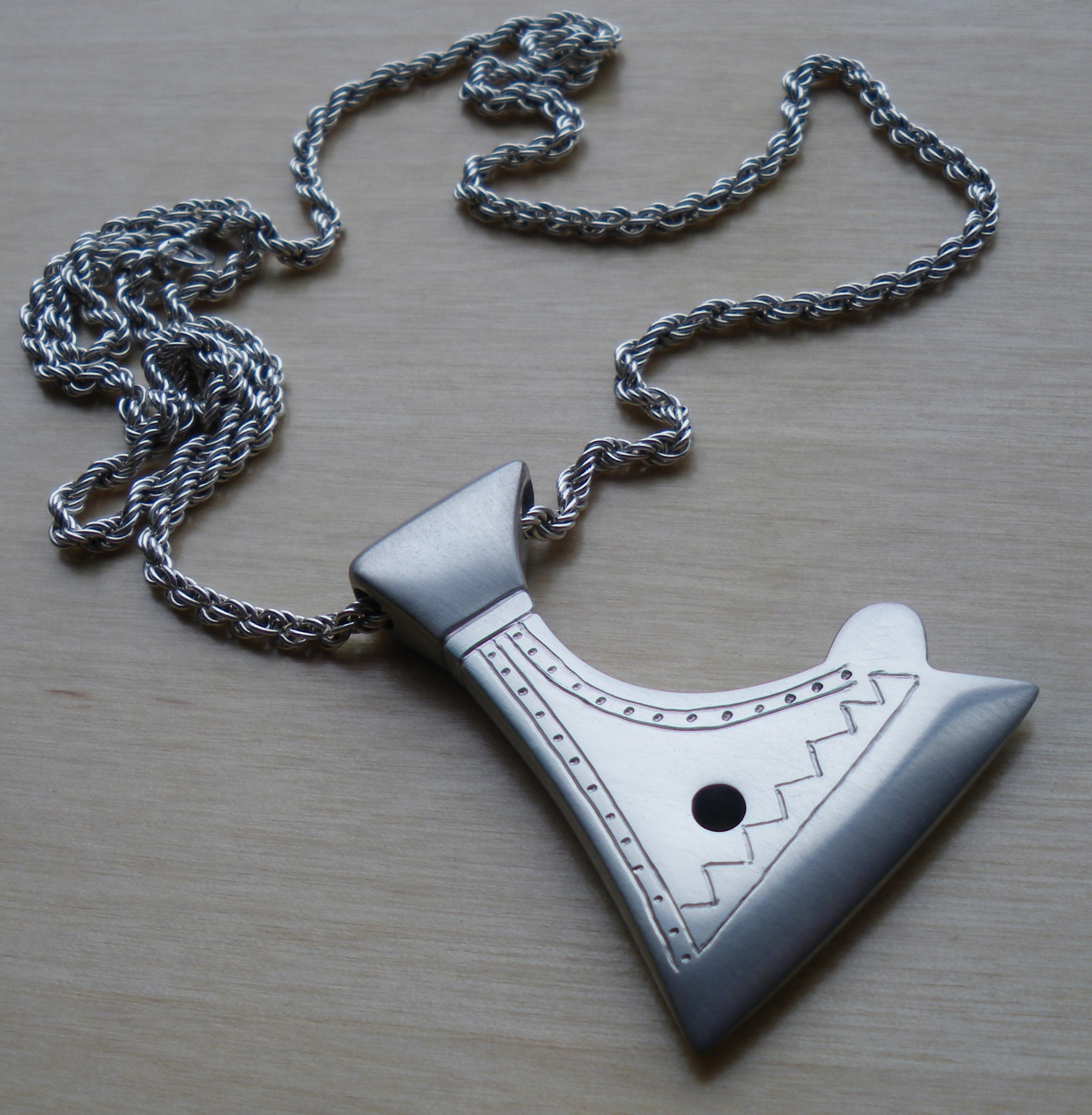
Novodobý amulet „Perunova sekera“ zhotovený podle nálezu z velké chazarské vápencové pevnosti Sarkel. Pevnost byla postavena v dobách Byzantské říše v letech 830–840. Nacházela se na levém břehu dolního toku řeky Don, v dnešní Rostovské oblasti v Rusku. Amulet byl vykopán ve 30. letech 20. století.

Amulet je předmět, který má svou magickou silou chránit svého nositele. Slovo je odvozeno z latinského amuletum, což znamená objekt, který ochraňuje, nebo lékařský prostředek. Podle jiných názorů toto slovo pochází z etruštiny nebo arabštiny. Užívání amuletů je založeno na víře v ochrannou moc určitých věcí (například rostlin, kamenů nebo magických znaků). Amulet účinkuje pouze v případě, že jej osoba má neustále při sobě. Od podobně účinkujícího talismanu se liší tím, že má chránit nositele před zlými silami, zatímco talisman má přitahovat dobré vlivy.
Amulet se nosí na těle (podobně jako šperk) nebo na oděvu. Podle okultní praxe musí být amulet po zhotovení magicky posvěcen. Také musí být při jeho zhotovení brány v potaz astrologické korespondence budoucího nositele amuletu.

## Amulety v Číně
O amuletech (ve skutečnosti šlo o talismany) se zmiňuje už nejstarší čínská literatura. Vyráběly se z různých materiálů, v pozdější době často z papíru. Stálo na nich poselství zlým duchům s prosbou, aby nositeli amuletu neubližovali. Proto používali zvláštní písmo. Znakové písmo duchů má jistou podobnost s čínským písmem. Dokonale ho znají taoisté. Písmo duchů je velmi staré. V knize Pao-pchu-c´ od Ke Chunga (281–361 po Kr.) je obsažen celý jeho slovník. Protože Číňané považovali kalendář za nesmírně účinný a nepostradatelný, používali papír neplatných kalendářů jako amulet. Staré kalendáře se věšely na zdi prasečích chlívků. A tyto staré kalendáře také byly spalovány a přimíchávány zvířatům do krmení proti morovým ranám.
S taoismem je spojený velmi známý amulet zobrazující mužský a ženský princip jin a jang.

## Amulety v Egyptě

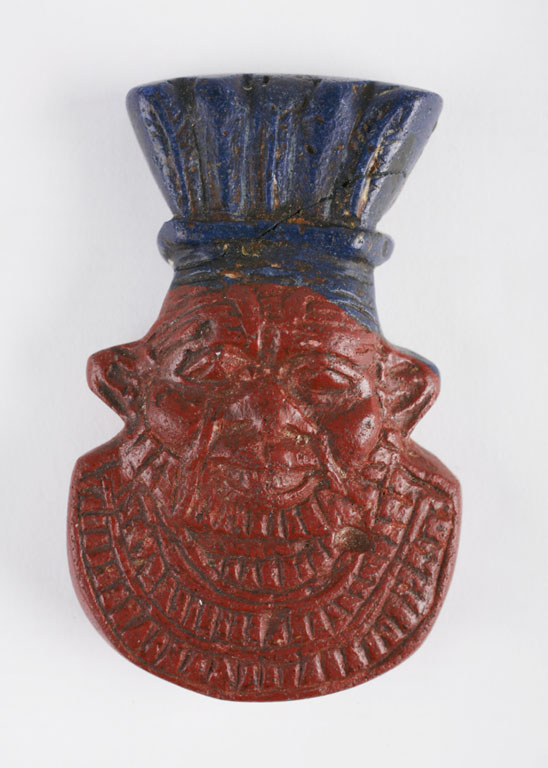
Staroegyptské amulet z trpasličí bůh Bes ve stálé sbírce muzea Dětské Indianapolis.

V Egyptě byl za posvátný amulet pokládán skarabeus (neboli brouk vrboun posvátný). Tento byl považován za symbol reinkarnace a jeho podoba byla často vyrývána do kamenů. Egypťané ho nazývali cheprer a jeho znak znamená v hieroglyfech být, stát se. Za mimořádně účinné amulety byli považováni skarabeové s křídly. Tito byli kladeni mumiím na místo srdce coby jejich ochránci u soudu mrtvých. Na jejich spodní straně byla vyryta ochranná slova z Knihy mrtvých.
Dalšími populárními amulety bylo Horovo oko a Nilský kříž Ankch.

## Amulety v křesťanství

### Katolictví
Do křesťanství amulety pronikly zejména v podobě křížku, nošeného na řetízku na krku, obrázků svatých a škapulířů s ostatky svatých a jinými věcmi, které byly posvěceny. Ve středověké Evropě byl za mocný amulet pokládán Agnus Dei (Beránek boží). Jednalo se o medaili zhotovenou cisterciáckými mnichy v Jeruzalémě z vosku obětních svící Sixtinské kaple. Byl na ní zobrazen nápis Ecce Agnus dei, qui tollit peccata mundi („Hle, Beránek boží, který snímá hříchy světa“). Tento amulet měl chránit před zlými duchy, morem a jinými nemocemi atd. Podobnou funkci jako amulet má medailka Panny Marie (také zázračná medailka nebo medaile Neposkvrněného početí), o níž se traduje, že „ti, kdo ji budou s důvěrou nosit, dostanou mnoho milostí“. Dalšími prostředky, které jsou v katolické církvi tradičně chápány jako symboly proti zlu, patří medaile nebo samotný kříž svatého Benedikta.
Křížek nošený na krku je asi celosvětově nejrozšířenější amulet, i když katolická církev tento název nepoužívá. Ta naopak amulet zakazuje a spojuje ho s pohanstvím a čarodějnictvím. Nepřímo amulet odsuzuje i Bible, když se zmiňuje, že ze zlatých prstýnků a náušnic Izraelitů bylo odlito Zlaté tele.

## Amulety v islámu a židovství
V islámu má před zlými silami chránit tzv. Fátimina ruka neboli hamsa, která byla jako Miriamina ruka přejata také judaismem.
Židé a hlavně kabalisté amulety používali. Věřili, že písmena a svatá slova v hebrejštině a z Bible a biblické symboly jsou tím, co dává amuletu duchovní sílu, která se přenáší na nositele. Amulety používali pro spojení s boží energií, při meditaci a modlitbě. Jako symboly nejčastěji používali Davidovu hvězdu a ruku.